# Ahd
El terme àrab ahd donava nom al tractat de pau i submissió que signaven les comunitats cristianes o jueves conquerides per l'islam. Aquesta religió sempre va mantenir les altres dues en un estatus especial de tolerància al considerar-les religions revelades. Per virtut d'aquest tractat les comunitats jueves o cristianes podien mantenir dels seus statu quo interns, les seves institucions i governants (naturalment sempre sotmesos a l'estat islàmic), les seves propietats, i podien continuar practicant llur religió. A canvi aquestes comunitats havien de pagar uns tributs especials: un per capitació en metàl·lic (el gizya) i un altre de territorial en espècies (harag), que podia arribar al 50% de la collita. Els cristians i jueus que mantenien llur religió passaven a anomenar-se dimnís (els "protegits") o ahl al-kitab ("gent del Llibre").

El Tractat d'Oriola n'és un exemple. Hi ha indicis que un ahd, no conservat, es degué signar després d'una algara islàmica a les illes Balears, l'any 707, dirigida per Abd-Al·lah ibn Mussa ibn Nussayr, ratificat o modificat el 848, després d'una expedició de càstig pel seu incompliment. En ambdues dates es documenten els viatges de submissió dels governants insulars davant els corresponents califes. L'estat més o menys independent que es sustentava sota l'ahd es mantingué fins a l'any 903. També el Tractat de Capdepera, però en favor del domini cristià, en conté els seus elements essencials.